# Hugo Herrmann (Schriftsteller)
Hugo Herrmann (geboren 23. Juni 1887 in Mährisch-Trübau, Österreich-Ungarn; gestorben 1. Januar 1940 in Jerusalem) war ein zionistischer Autor und Verleger.

## Leben
Hugo Herrmann war einer der Gründer der jüdischen Studentenorganisation Bar Kochba in Prag, wo er zur Redaktion der Selbstwehr gehörte und von 1913 bis 1914 Chefredakteur der Jüdischen Rundschau war. Von 1919 bis 1922 war Herrmann Redakteur des Jüdischen Volksblatts in Mährisch-Ostrau und arbeitete danach für den Keren Hajessod. In Jerusalem ließ er sich 1934 nieder. Neben jüdischen und speziell zionistischen Themen veröffentlichte Herrmann viele Beschreibungen seiner ausgedehnten Reisen in Palästina.
Bei den sieben Zionistischen Weltkongressen von 1921 bis 1933 (Karlsbad, Wien, Basel, Zürich und Prag) amtete Hugo Herrmann als Protokollführer, zeitweise auch als Pressechef.

## Schriften (Auswahl)
Die folgende Liste umfasst eine Auswahl der Veröffentlichungen Herrmanns in chronologischer Reihenfolge:
- Chad Gadja: Das Peßachbuch. Berlin, 1914.
- Eine werdende Welt. Reiseeindrücke aus Palästina. Prag, 1925.
- Die Araberfrage Palästinas. (Prag 1932)
- Palästina wie es wirklich ist: Mit 72 Bildern nach Originalaufnahmen und 2 Landkarten. Leipzig, 1933
- Palästina heute. Licht und Schatten. Tel Aviv, 1935.
- Palästinakunde. (Wien 1935)